# Мельниченко Павло Сидорович
Мельниченко Павло Сидорович (1812, село Підгороднє — Саки) — український садівник і лісівник. Понад 50 років працював над культурою садово-паркових дерев у Криму, а саме в місті Саки та довкола.

## Біографія
В 1857 році закінчивши Уманське училище землеробства і садівництва й отримавши звання вченого садівника, Павло Мельниченко подався до Криму застосовувати набуті знання в місцевих паркових господарствах. Десять років він працював в Нікітському ботанічному саду, де познайомився з Олександром Християновичем Стевеном, сином відомого садівника засновника Нікітського ботанічного саду Християна Християновича Стевена.
Після набутя практики в Нікіті, Мельниченко продовжив практикувати садівництво в інших поміщицьких маєтках на Південному березі Криму.
|  | Сім свідчу, що Павло Сидорович Мельниченко служив у мене керуючим, вченим садівником і виноробом від 1864 до 1870 року в маєтку моєму Тессели на Південному березі Криму - з повним, успіхом і до повного мого задоволення |

Робота в Миколи Раєвського та позитивне резюме від такої впливової людини посприяли Павлові Мельниченкові в подальшій роботі. Його запросив Фердинанд Шлеє (впливовий сімферопольський землевласник і чиновник). Павло Сидорович зайнявся облаштуванням зелених зон (садів та парків) у володіннях цього землевласника.
В 1880-х роках Шлеє почав будувати нову садибу в селі Чоботар, одночасно із нею був закладений великий парк і фруктовий сад, які розміщувалися в балці, при в'їзді в село. Поруч з парком садиби Шлеє, садівник Мельниченко заклав розплідник сільськогосподарських і декоративних рослин, вважаючи, що в Євпаторійсько-Сакському степу не було якісно-родючої землі. Пізніше саджанці з розплідника Павло Сидорович використовував для озеленення Сакського парку та облаштування Євпаторії.
Робота у Фердинанда Шлеє посприяла Мельниченкові отримати посаду на курорті Саки (яким і опікувався Шлеє), і Павло Мельниченко став урпавителем курорту. Коли в 1890 році земство Саки ухвалило рішення озеленити сакський курорт, кращого кандидата, ніж Мельниченко, їм годі було шукати. Було виділено 5 тисяч рублів, і садівник Мельниченко поринув у роботу, а вже в 1893 році Сакський курортний парк зазеленів.
Кропітка праця Павла Мельниченка була належно оцінена, в 1894 році відбувалася губернська сільськогосподарська виставка, на якій Сакському курортному парку була присуджена Велика бронзова медаль (яка експонується в Сакському історико-краєзнавчому музеї).
Успіхи Павла Мельниченка на ниві садівництва сприяли в подальшій його роботі, на початку 20 століття він уже працював в Євпаторії, розвиваючи чимало садових площ (земство Євпаторії ухвали(рос.)ло було рішення: що кожна нова садиба повинна була засаджена на 2/3 деревами та кущами і лише на 1/3 під споруди).

## Надбання
- Нікітський ботанічний сад — працював у саду під опікою Олександра Християновича Стевена;
- Дача Тесселі — закладав відомий фороський парк родини Раєвських, працюючи на Миколу Раєвського
- Садиба Шлеє — на прохання землевласника Фердинанда Шлеє заклав парк та сад і розплідник дерев;
- Сакський курортний парк — на прохання земства заклав і опікувався парком;
- Робота над озелененням Євпаторії — запрошений земством (орієнтовно в 1912 році)